# Igor Oprea
Igor Oprea (Cojușna, 5 oktober 1969) is een voormalig profvoetballer uit Moldavië, die gedurende zijn carrière speelde als middenvelder. Hij beëindigde zijn actieve loopbaan in 2004.

## Interlandcarrière
Oprea speelde in totaal 44 keer voor het Moldavisch voetbalelftal in de periode 1992-2001. Hij maakte zijn debuut in het officieuze oefenduel op 20 mei 1992 tegen Litouwen, dat eindigde in een 1-1 gelijkspel. Oprea scoorde in totaal vier keer voor de nationale ploeg.

### Interlandgoals
| Interlanddoelpunten | Interlanddoelpunten | Interlanddoelpunten | Interlanddoelpunten | Interlanddoelpunten | Interlanddoelpunten | Interlanddoelpunten |
| #                   | Datum               | Locatie             | Tegenstander        | Goal(s)             | Uitslag             | Wedstrijd           |
| ------------------- | ------------------- | ------------------- | ------------------- | ------------------- | ------------------- | ------------------- |
| 1                   | 07/09/1994          | Tbilisi, Georgië    | Georgië             | 40'                 | 0–1                 | EK-kwalificatie     |
| 2                   | 05/09/1998          | Helsinki, Finland   | Finland             | 10'                 | 3–2                 | EK-kwalificatie     |
| 3                   | 05/09/1998          | Helsinki, Finland   | Finland             | 11'                 | 3–2                 | EK-kwalificatie     |

## Erelijst
Tiligul Tiraspol
- Moldavisch bekerwinnaar

1993, 1994, 1995
 Zimbru Chisinau
- Moldavisch landskampioen

1998, 1999, 2000
- Moldavisch bekerwinnaar

1997, 1998, 2004